# Sel. Immina (Himmelstadt)
Das Pfarrzentrum Sel. Immina der römisch-katholischen Pfarrei St. Jakobus d. Ä. steht in Himmelstadt, einer Gemeinde im Landkreis Main-Spessart (Unterfranken, Bayern). Es wurde 2012 anstelle der ehemaligen Saalkirche mit dem gleichen Namen errichtet.

## Geschichte
In den frühen 1960er Jahren beauftragte Bischof Josef Stangl aufgrund der beengten Verhältnisse in der St.-Jakobus-Kirche den Bau eines neuen Gotteshauses. Bereits hundert Jahre zuvor wurde die alte Kirche im Realschematismus der Diözese als zu klein bezeichnet, eine geplante Erweiterung im Jahr 1928 kam aber nicht zur Umsetzung. Man ging jedoch weiterhin von stetig wachsenden Pfarrgemeinden aus. Im Oktober 1963 begann unter Pfarrer Ludwig Hart und Bürgermeister Friedrich Pröstler der Bau der neuen Kirche, die von Dombaumeister Hans Schädel mit fünfeckigem Grundriss entworfen wurde, in direkter Nachbarschaft zum Gotteshaus aus der Echter-Zeit. Die offizielle Grundsteinlegung war am 10. Mai 1964. Nur knapp ein Jahr später war der Kirchenbau vollendet und konnte am 2. Mai 1965 durch Bischof Stangl geweiht werden. Auf der linken Seite des Eingangsbereichs befand sich eine Marienkapelle, die mit kunstvollen Buntglasfenstern ausgestattet war.
Am 13. Mai 2000 wurde die historische St.-Jakobus-Kirche auf Initiative eines Fördervereins nach umfassender Renovierung erneut geweiht und die Immina-Gedächtniskirche wurde immer weniger genutzt, da sie für die meisten Gottesdienste inzwischen zu groß war. Zudem traten bauliche Mängel zutage, die nur mit erheblichem Aufwand zu beheben gewesen wären. Gleichzeitig reifte der Wunsch nach geeigneteren Räumlichkeiten für kirchliches Leben außerhalb der Messfeiern. Hierfür stand bisher nur das Untergeschoss der Kirche zur Verfügung, das jedoch wegen regelmäßiger Hochwasser des Mains nur eingeschränkt nutzbar war.
Nach anfänglichen Überlegungen, das bestehende Gebäude vollständig in ein Gemeindezentrum umzubauen, entschied man sich schließlich unter Dekan Rudolf Kunkel für einen Abriss der Kirche zugunsten eines Pfarrzentrumsneubaus an gleicher Stelle. Die Kirche wurde am 26. Februar 2010 durch Generalvikar Karl Hillenbrand profaniert, wobei Kunstgegenstände und das Allerheiligste in einer Prozession in die St.-Jakobus-Kirche gebracht wurden. Der bischöfliche Sekretär Domvikar Simon Mayer verschloss symbolisch das Portal des nun entwidmeten Baus.
Nach dem Abriss der Kirche im Oktober 2010 begann der Neubau des Pfarrzentrums auf deren Grundmauern nach Plänen von Diözesanbaumeister Cesare Augusto Stefano und unter Beteiligung des diözesanen Bau- und Kunstreferenten Jürgen Lenssen. Die Grundsteinlegung war am 1. Juli 2011, wobei sowohl der neue Grundstein als auch der der ehemaligen Kirche, beide mit Zeitkapseln versehen, in eine Wand im künftigen Foyer eingelassen wurden. Nach neunmonatiger Bauzeit erfolgte am 11. Mai 2012 die Einweihung des Pfarrzentrums, ebenfalls durch Hillenbrand, wieder zu Ehren der Seligen Immina.
Das moderne Gebäude ist mit Pfarrsaal, Gruppenraum, Küche und zugehörigen Wirtschaftsräumen ausgestattet. Auch die Pfarr- und Gemeindebücherei, die sich zuvor über der Volksbank neben dem Rathaus befand, zog in das neue Pfarrzentrum um. Zudem ist wie bereits bei der ehemaligen Kirche wieder eine Marienkapelle integriert.
Das Pfarrzentrum wird sowohl für Veranstaltungen der Pfarrgemeinde als auch für private Feiern und sonstige Veranstaltungen jeglicher Art genutzt. Seit der Schließung des Tagungshauses „Benediktushöhe“ in Retzbach finden hier auch regelmäßig Angebote des vormals dort beheimateten „Forums Soziale Bildung“ der Diözese statt.

## Architektur und Ausstattung

### Immina-Gedächtniskirche

Immina-Gedächtniskirche (links im Bild, 2008)

Das markante äußere Erscheinungsbild der Kirche wurde durch ihren fünfeckigen Grundriss und ein Zeltdach geprägt, das sich zum Main hin wie ein mächtiger Schiffsbug erhob. An der Außenseite der Kirche lud eine symbolische Plastik von Jona mit dem Fisch die vorbeifahrenden Mainschiffer zur Besinnung ein. Diese Skulptur wurde vom Bildhauer Erwin Misch aus Würzburg geschaffen.
Ein Gerippe aus Stahl und Wandtafeln aus Mauerwerk bildeten die Struktur des Kirchengebäudes. Das Dach, eine freitragende Stahlkonstruktion, war mit Kupfer verkleidet und in Form eines gefalteten Fächers gestaltet, was dazu beitrug, die große Fläche über dem Fünfeck aufzulockern. Die statischen Berechnungen für diese außergewöhnliche Konstruktion wurden vom Stahl- und Maschinenbauunternehmen Noell durchgeführt. Der Regierungsbaumeister Otto von Andrian-Werburg aus Würzburg war verantwortlich für die Stahlbeton- und sonstigen Bauarbeiten.
Der Eingangsbereich, der durch schwere, mit Kupfer beschlagene Türen betreten wurde, enthielt Weihwasserbecken auf beiden Seiten. Zudem befanden sich hier zwei große Reliefs aus Schiefer, ebenfalls geschaffen von Erwin Misch, die später ins Foyer des Pfarrzentrums übernommen wurden. Sie zeigen die Selige Immina sowie den heiligen Kilian, erste Zeugen christlichen Glaubens in Franken.
Auf der linken Seite war hier zudem eine Marienkapelle. Diese war mit Buntglasfenstern ausgestattet, entworfen vom Kunstmaler Friedrich May aus Höchberg und gefertigt von der Glaswerkstätte Rothkegel aus Würzburg. Rechts des Foyers befand sich die Sakristei der Kirche.
Durch große Metalltüren mit Glasfüllungen gelangte man in den sakralen Raum. Dieser war geprägt durch weite Betonwände, die natürlich gefärbte Holzdecke aus Oregon-Kiefer und die Kirchenbänke, die in vier Gruppen angeordnet 600 Sitzplätze boten. Große dreieckige Fenster aus Dickglas füllten die Giebel und auch neben den Eckpfeilern ließen hochragende Fenster Licht in den großen Kirchenraum. An den beiden Seiten war jeweils zentral ein Beichtstuhl in der Wand integriert.
Volksaltar, Ambo, Sakramentenhaus und Priesterbank wurden nach dem Entwurf von Architekt Andreas Marquart aus Treuchtlinger Jura vom Steinwerk Hemm in Kirchheim gefertigt. Das aus vier Säulen aufgebaute, eine Kelter symbolisierende Sakramentenhaus bewahrte den goldenen, mit edlen Steinen besetzten Tabernakel, geschaffen von Hans Fell aus Würzburg. Heute befindet sich der Tabernakel auf dem Jakobus-Altar der erhaltenen Kirche.
Der Taufstein mit einem Wasserkrug, von dem sieben Strahlen ausgingen, wies auf die Sakramente hin und wurde beim Kirchenabriss an die Spenderfamilie zurückgegeben. Auch die von Erwin Misch entworfenen 15 in Bronze gegossenen Kreuzwegstationen wurden beim Abriss gerettet und fanden in der Kapelle des neuen Pfarrzentrums wieder ihren Platz.

#### Orgel
Die Orgel mit 24 Registern auf zwei Manualen und Pedal stammte von der Orgelbaufirma Weise aus Plattling aus dem Jahr 1968. Mit dem bevorstehenden Kirchenabriss wurde die Orgel im Jahr 2008 nach Hettstadt verkauft, wo sie nach Überholung durch den Himmelstadter Orgelbaumeister Martin Karle in der Pfarrkirche St. Sixtus ihre neue Wirkungsstätte fand.
Die Disposition lautete:
| I Hauptwerk C–g3 |       |
| Quintade         | 16′   |
| Prinzipal        | 8′    |
| Rohrflöte        | 8′    |
| Oktav            | 4′    |
| Nasat            | 2 ⁄3′ |
| Oktav            | 2′    |
| Mixtur IV        | 1 ⁄3′ |
| Cimbel III       | 1⁄2′  |
| Trompete         | 8′    |

| II Schwellwerk C–g3 |       |
| Gedackt             | 8′    |
| Harfpfeife          | 8′    |
| Prinzipal           | 4′    |
| Gedacktflöte        | 4′    |
| Sesquialtera II     |       |
| Nachthorn           | 2′    |
| Quint               | 1 ⁄3′ |
| Scharf IV           | 1′    |
| Dulcian             | 8′    |
| Tremulant           |       |

| Pedal C–f1 |        |
| Subbaß     | 16′    |
| Offenbaß   | 8′     |
| Pommer     | 8′     |
| Quintbaß   | 5 1⁄3′ |
| Oktav      | 4′     |
| Posaune    | 16′    |

- Koppeln: II/I, I/P, II/P
- Spielhilfen: 2 freie Kombinationen, Organo pleno, Tutti, Rohrwerk ab, Auslöser
- Bemerkungen: Schleiflade, elektrische Spiel- und Registertraktur, freistehender Spieltisch

### Pfarrzentrum
Die Architektursprache des Pfarrzentrums bedient sich klarer Formen, die sich der St.-Jakobus-Kirche unterordnen und diese wieder als Wahrzeichen Himmelstadts erscheinen lassen. Die Idee des Architekten Cesare Augusto Stefano beruht dabei auf einer Dreiklang-Komposition, ähnlich der städtebaulichen Situation des Domplatzes in Pisa, wo Dom, Baptisterium und flankierender Camposanto ein solches Arrangement bilden. Ähnlich sei in Himmelstadt die Konstellation von St.-Jakobus-Kirche, dem Pfarrsaal in einer Achse zum Jakobus-Chor und einem lang gestreckten Gebäudeteil des Pfarrzentrums, der im westlichen Teil eine Kapelle enthält. 
Der Platz zwischen Pfarrzentrum und Kirche wird nördlich durch eine aufgelöste, Pergola-ähnliche Konstruktion und südlich durch die Marienkapelle abgeschlossen. Drei Stufen führen zu einer Loggia vor dem Pfarrsaal, die bei Veranstaltungen im Freien als Bühne oder kleine Terrasse dienen kann. Vor dem Haupteingang ins Foyer kann auch über eine Rampe dieses Höhenniveau erreicht werden.
Das mit Glaselementen an Vorder- und Rückseite gestaltete Foyer bietet einen freien Blick Richtung Main. Auf der linken Seite befinden sich neben dem Zugang zum Pfarrsaal die beiden aus der Immina-Kirche stammenden Schieferreliefs der Seligen Immina und des Heiligen Kilian. Auf der rechten Seite sind die Grundsteine von Pfarrzentrum und Gedächtniskirche zu sehen.
Der mit Klinkersteinen verkleidete Pfarrsaal bildet das Herzstück des Pfarrzentrums. Mit einer Kapazität von etwa 120 Personen bietet er Raum für Versammlungen, Feierlichkeiten und sonstige Veranstaltungen. Der flankierende nördliche Gebäudetrakt beherbergt eine großzügige Küche mit Theke sowie Lagerräume.
Entlang der anderen Gebäudeseite erstreckt sich ein Flügel, der die Pfarr- und Gemeindebücherei sowie den Gruppenraum beherbergt. Zudem befinden sich hier Funktionsräume und der Zugang zum Untergeschoss. Dieses wurde aufgrund der Hochwasserlage wasserdicht konstruiert und bietet weitere Lagermöglichkeiten.
Am westlichen Ende dieses Gebäudetrakts befindet sich die Marienkapelle, getrennt durch eine überdachte Außentreppe, welche die Verbindung zur Mainpromenade mit Parkmöglichkeiten schafft. Für die Tür und das Fenster der Kapelle wurden Kunstgläser aus der Kapelle der Immina-Gedächtniskirche wiederverwendet. Ebenso befinden sich hier eine Marienfigur sowie 15 bronzene Kreuzwegstationen aus der ehemaligen Kirche. Die Kapelle ist wie auch der Pfarrsaal verklinkert, während die restlichen Gebäudeteile verputzt sind.
Auf der Rückseite des Gebäudes befindet sich eine Terrasse, die wie die vordere Seite über eine Loggia verfügt und mit einer Treppe an den Weg am Main angebunden ist.